# Suasa
Suasa era un'antica città romana situata nell'odierno comune di Castelleone di Suasa (AN) in località Pian Volpello, su un terrazzo di fondovalle alla destra del fiume Cesano.

## Storia

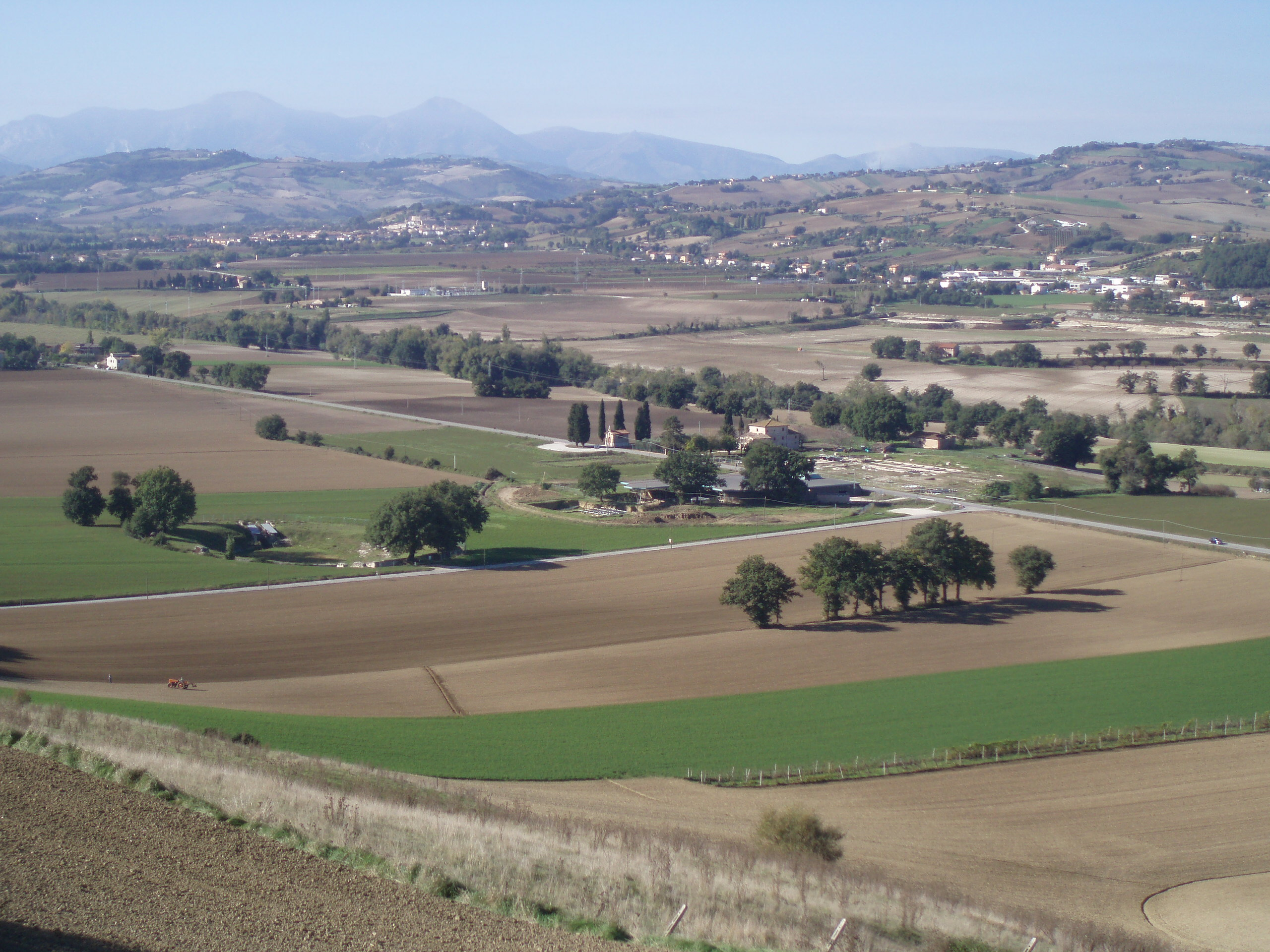
Area archeologica di Suasa. Vista dalla località "Croce del Termine"

La sua fondazione risale all'inizio del III secolo a.C. quando i romani dopo la vittoria nella battaglia di Sentino (295 a.C.) iniziarono a popolare l'Ager Gallicus (territorio così chiamato per la precedente presenza dei Galli Senoni corrispondente alle odierne province di Pesaro Urbino e Ancona) con numerose città quali Suasa e le confinanti Sentinum (Sassoferrato), Forum Sempronii (Fossombrone), Ostra, Sena Gallica (Senigallia), Fanum Fortunae (Fano).
Suasa era l'unica città romana nella valle del Cesano, situata a circa 30 km dalla foce del fiume.
La città era attraversata da due strade principali: un diverticolo della Via Flaminia che da Sentinum, staccandosi dalla via consolare conduceva a Sena Gallica, tenendo la destra del fiume Cesano, e dalla Via Salaria Gallica, una strada intervalliva che la collegava con Forum Sempronii a Nord e Ostra a Sud.
Il consolidamento del primo nucleo abitato è riconducibile alla Lex flaminia de agro gallico et piceno viritim dividundo ("Legge Flaminia sul territorio gallico e piceno da distribuire individualmente") del 232 a.C. con la quale tutto l'ager Gallicus e il Piceno vennero riorganizzati. Questo nucleo urbano si configurava amministrativamente come praefectura.
Nel I secolo a.C. Suasa diventa municipium assumendo quindi una maggiore autonomia amministrativa e politica.
Nel I secolo d.C. la città viene monumentalizzata con la costruzione dei maggiori edifici pubblici al momento conosciuti: l'anfiteatro, il teatro e il foro commerciale.
La città nel III secolo d.C. affronta un graduale declino dovuto alla crisi economica e demografica che interessava la penisola italica, successivamente nel 409 d.C. viene attraversata da Alarico I re dei Visigoti nel suo viaggio verso Roma in occasione del celebre Sacco.
Nel corso del V secolo d.C. si spopola progressivamente fino al definitivo abbandono nel corso del VI secolo d.C., dovuto alla Guerra greco-gotica che tra il 535 e il 553 sconvolge queste zone.
La scarsa difendibilità delle città di fondovalle come Suasa ne decreta l'abbandono da parte della popolazione che si rifugia sulle alture circostanti dando origine ai paesi medievali tuttora abitati, come Castelleone di Suasa, Corinaldo, San Lorenzo in Campo, Mondavio e la sua frazione di Sant'Andrea di Suasa, Orciano.
Il nucleo urbano da questo momento diventa una cava di materiali di recupero per la costruzione dei nuovi abitati.
La città abbandonata continua ad essere frequentata da occasionali viaggiatori in quanto la strada su cui insiste è stata continuamente in uso fino ai nostri giorni, mentre le strutture della città, sopravvissute alle antiche spoliazioni, vennero progressivamente interrate dal sedimento pluviale.

## Urbanistica
La città è oggetto di regolari campagne di scavo sin dal 1987 da parte del dipartimento di archeologia dell'Università di Bologna.
Al momento sono state riportate alla luce o scoperte numerose strutture pubbliche e private: l'anfiteatro, il teatro, la domus dei Coiedii, un'adiacente domus tardorepubblicana, il foro, il cardine massimo, le necropoli.

## Parco archeologico
Nel parco si può visitare un'abitazione romana, la domus dei Coiedii, musealizzata all'aperto, di grande interesse per la complessità architettonica. La domus fu abitata a lungo, raggiungendo il massimo splendore nel II secolo d.C. Splendidi i mosaici rinvenuti al suo interno, che costituiscono il complesso unitario più importante delle Marche. Si possono ammirare scene mitologiche, floreali e geometriche, ma soprattutto un magnifico pavimento marmoreo realizzato con oltre quindici tipi diversi di pietra. Una copertura e passerelle sopraelevate consentono il percorso di visita. Adagiato ai piedi della collina si trova il poderoso anfiteatro. Durante la stagione estiva vi si svolgono suggestivi spettacoli teatrali.

### Anfiteatro

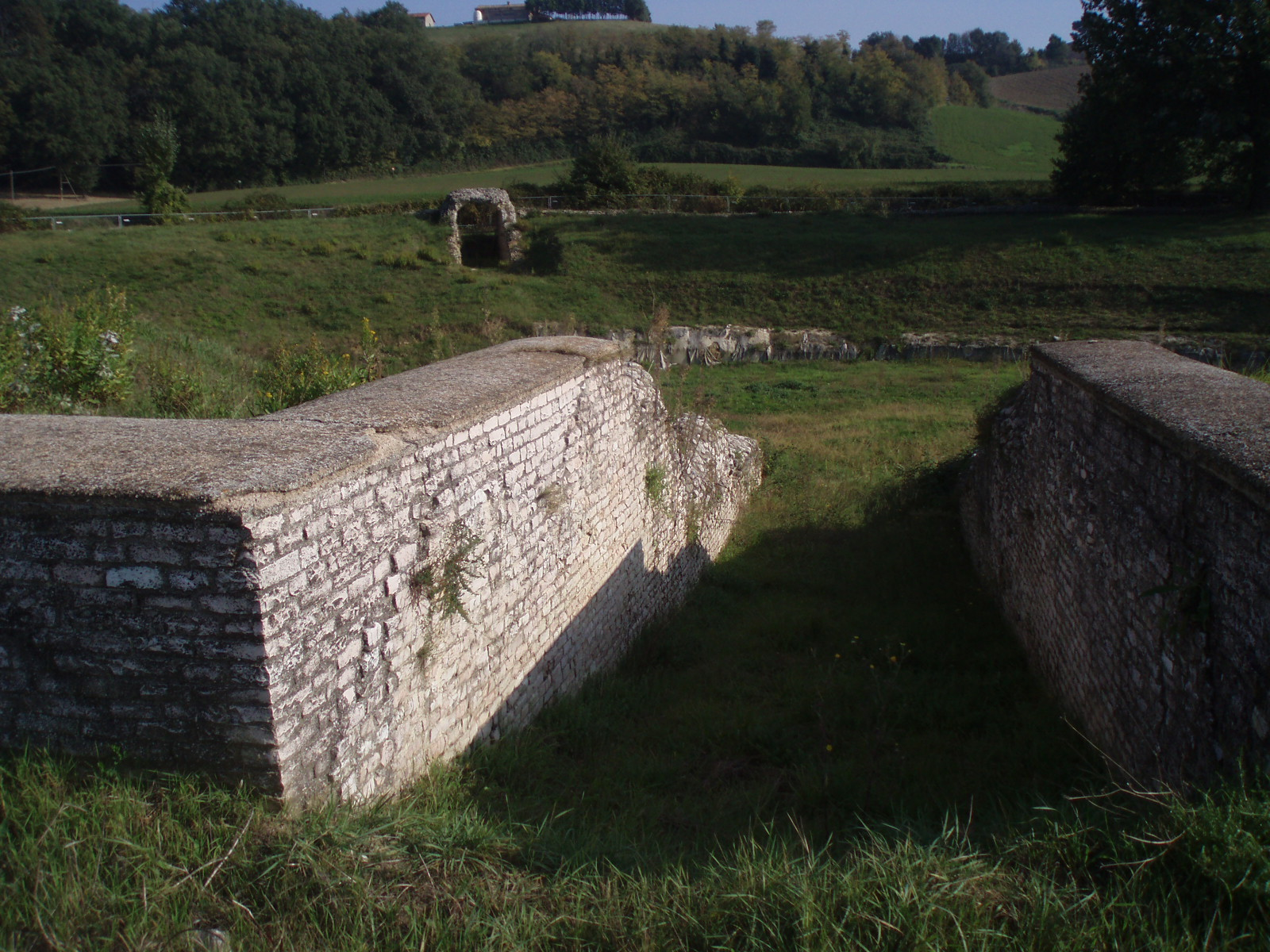
Anfiteatro di Suasa, ingresso da un vomitorium

L'anfiteatro è l'unica struttura della città rimasta sempre in vista seppur parzialmente interrato. Ha la forma di una perfetta ellisse con le dimensioni di 98,7 m (333 piedi) per 77,7 m (260 piedi) che lo rendono l'anfiteatro più grande della regione Marche che sia giunto fino a noi.
È stato edificato nel I secolo d.C.

### Domus dei Coiedii

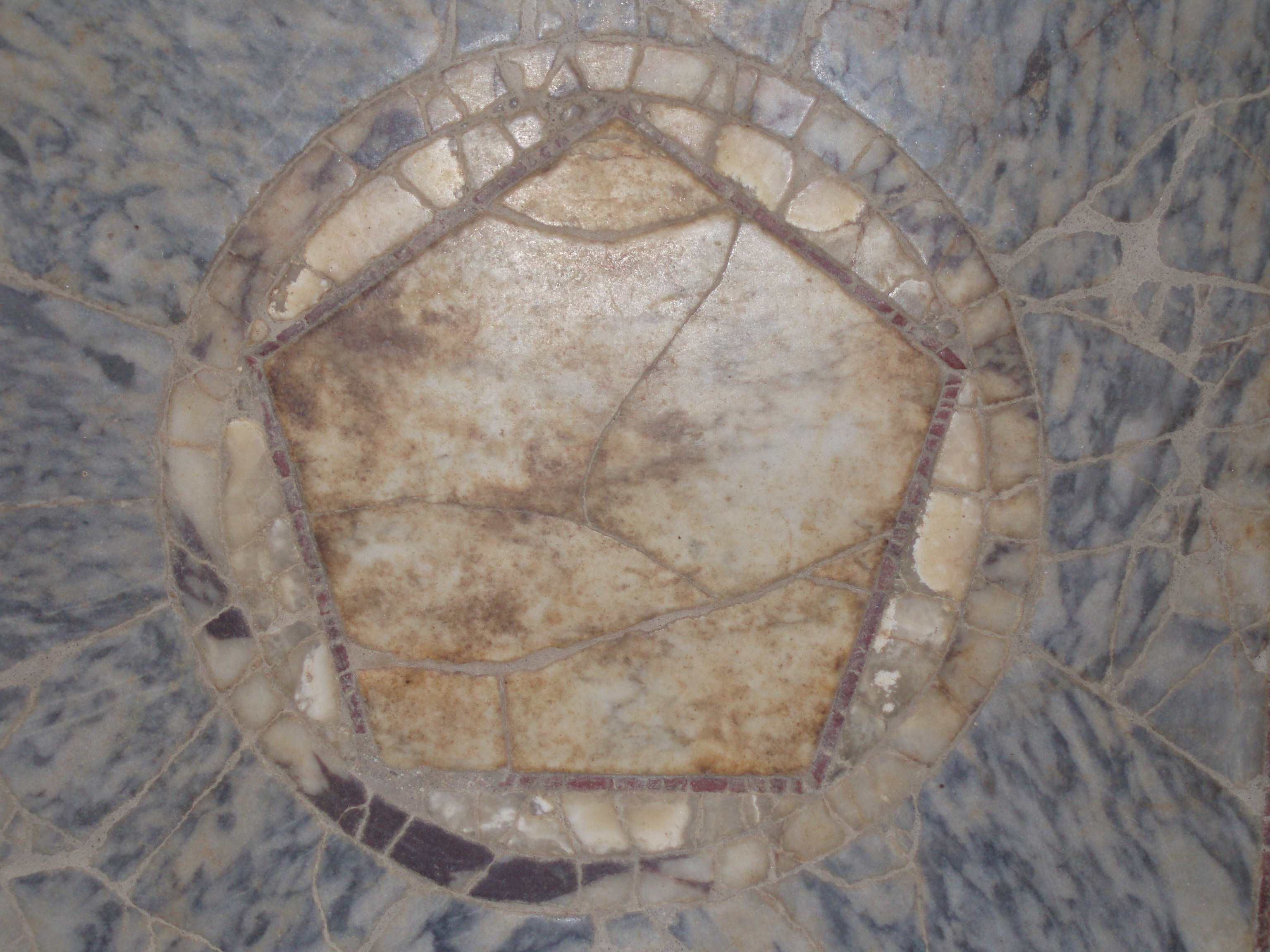
Particolare dell'opus sectile che decora il triclinio della Domus dei Coiedii di Suasa

Abitazione privata appartenuta ai Coiedii, una famiglia di rango senatoriale il cui membro più prestigioso, Lucio Coiedio Candido, servì l'imperatore Claudio nel suo esercito, fu da lui insignito di numerose onorificenze e ricoprì diversi incarichi politici arrivando a diventare questore dell'erario di Saturno.
La domus si estende per una superficie di 3500 m2, è decorata con numerosi mosaici e un pavimento in opus sectile; si sono rinvenuti in fase di crollo numerose decorazioni parietali realizzate con la tecnica dell'affresco.

### Foro
L'enorme piazza della città di forma rettangolare (50x100 m) era circondata su tre lati da una struttura porticata a ferro di cavallo, che ospitava decine di botteghe artigiane e negozi, mentre sul quarto lato era lambita dalla via principale (cardine massimo). Il foro di Suasa è uno degli edifici in cui le ricerche sono attive da più tempo e la sua architettura generale è stata definita, pur essendo in pessimo stato di conservazione. Si tratta di una grande piazza porticata su tre lati, realizzata tra l’età augustea e la prima età giulio claudia, con il quarto lato lungo parallelo alla strada dove si trovava un recinto su cui si aprivano i tre ingressi principali. Si tratta di un impianto unitario fondato su un grande livellamento artificiale, che ha coperto precedenti strutture di epoca repubblicana (riferibili ai secoli II-I sec. a.C.), che sono state individuate sotto l’ala settentrionale e meridionale del portico a ridosso della strada.
Nel corso dei vecchi scavi precedenti all'anno 2003 erano stati riportati in luce alcuni basamenti rettangolari modanati, probabilmente riferibili a monumenti onorari, sotto l’ala meridionale del portico. I nuovi scavi hanno riportato in luce due edifici di culto sotto l’ala settentrionale: un tempio circolare a podio con rivestimento in blocchi lapidei e decorazioni in stucco e un altro tempio rettangolare con fronte modanata e alzato in argilla cruda, con altare antistante rivolto a ovest. Nei pressi è stato rinvenuto fuori contesto un cippo con dedica al dio Silvano, databile al sec. III d.C.. Dato che questa divinità annovera tra le tante sfere di influenza anche l’ambito dei boschi e quindi del legno che ne deriva, il cippo è stato collegato ad una possibile agenzia per la vendita del legname posta in questo punto del portico del foro.

### Teatro
Il teatro e un altro edificio a sud della città è stato Scoperto durante la campagna di scavo 2003 grazie ad una foto aerea, è adiacente all'anfiteatro.
L’anno seguente è stato effettuato lo scavo di un piccolo settore meridionale, comprendente alcuni cunei della cavea, l'aditus meridionale e parte dell’edificio scenico (paraskenia). Purtroppo lo stato di conservazione non è ottimale: non si conservano piani pavimentali integri, la scena è in crollo e la cavea è stata spogliata. Sulla parte esterna della cavea si trova un ampliamento successivo del perimetro esterno della cavea stessa, costruito su una fondazione di macerie compattate ricca di frammenti di anfore con probabile funzione drenante databili circa al sec. II-III d.C., che a sua volta si appoggia al resto della cavea. Sulla base di queste scoperte si ipotizza che il teatro possa essere stato costruito prima del sec. II d.C., forse già in età alto-imperiale, e ampliato successivamente, forse nel corso del sec. III d.C. Il diametro della cavea, ricostruito dal rilievo delle tracce sull'erba, è di circa cinquanta metri, mentre l’ampliamento a cui si è fatto cenno è di tre metri. La scena è parallela al muro di fondo della domus dei Coiedii e quindi l’edificio risulta anch’ esso inserito nell'organizzazione razionale dello spazio urbano.

## Scavi archeologici
A partire dal 1987 la Soprintendenza Archeologica per le Marche e l’Università di Bologna, hanno avviato un programma di scavi che ha permesso di rinvenire l’antica via basolata, il foro commerciale con botteghe e laboratori, due aree sepolcrali, l’anfiteatro (fine I sec. a.C.), edifici pubblici, strutture abitative private e soprattutto la ricca abitazione patrizia detta domus dei Coiedii.

### Fonti antiche
- (LA) Plinio il vecchio, Naturalis Historia,  pp. Liber III, 114. (Testo latino su Wikisource )
- (GRC) Claudio Tolomeo, Geografia,  pp. Liber III, 1.

### Fonti storiografiche moderne
- Filippo Cluverio, Italia antiqua, opus post omnium curas elaboratissimum; tabulis geographicis aere expressis illustratum, Lugduni Batavorum (Leida), 1624., pag. 620 (GB)
- Vincenzo Maria Cimarelli, Istorie dello Stato di Urbino, Brescia, Heredi di F. Bartholameo Fontana, 1642. (Leggi il testo su Wikisource)
- Giuseppe Colucci, Delle antichità picene, Tomo XII, Fermo, Dai torchi dell'Autore, 1791., pag. 187 (vedi il testo su Wikimedia Commons o su Internet Archive).
- Antonio Brandimarte, Piceno Annonario, ossia Gallia Senonia illustrata, Roma, presso Antonio Boulzaler, 1825. (Leggi il testo su Wikisource).
- Wilhelm Henzen (1872), Monumento sepolcrale ritrovato a Suasa in Annali dell'Instituto di corrispondenza archeologica, Roma, 1872, pp. 61–65 (ritrovamento del monumento sepolcrale di Sesto Tizio Primo, IA).
- Giuliano Vanzolini (1878), Notizie degli scavi di antichità, Roma, 1878, pp. 61, 119 e 157 (ritrovamenti vari nei pressi dell'anfiteatro, IA).
- Ivo Ciavarini Doni (1879), Notizie degli scavi di antichità, Roma, 1879, pp. 134, 238-240 (ritrovamenti vari, tra cui 2 tesoretti di monete, GB=IA o IA).
- Wolfgang Helbig (1884), Bullettino dell'Instituto di corrispondenza archeologica per l'anno 1884, Roma, 1884, p. 201 (notizia del ritrovamento della testa equestre e gladio in bronzo dorato e altri reperti, IA).
- Edoardo Brizio (1894), Notizie degli scavi di antichità, Roma, 1894, pp. 399–401 (notizia del ritrovamento di "costruzioni varie scoperte" in occasione dello scavo per la posa dell'acquedotto da Montesecco a Corinaldo, vedi il testo su IA.
- Felice Barnabei (1895), Rendiconti della reale Accademia dei Lincei, Roma, 1895, p. 25 (breve notizia dei ritrovamenti fatti nel dicembre 1894 in occasione dello scavo per la posa dell'acquedotto da Montesecco a Corinaldo, vedi il testo su IA).
- Gello Giorgi (1953 1a ed, 1981 2ª ed., 1996 3ª ed.), Suasa Senonum, Centro saveriano di animazione missionaria, Brescia.
- Lidiano Bacchielli, La stele del seviro Sesto Tizio Primo da 'Suasa' in PICUS II - 1982, p. 7.
- Alberto Polverari (a cura di) (1984), Castelleone di Suasa, 1 Vicende storiche, editrice Tecnostampa.
- Pier Luigi Dall'Aglio, Sandro De Maria, Nuovi scavi e ricerche sulla città romana di 'Suasa' (Ancona). Relazione preliminare in PICUS VIII - 1988, p. 73.
- Pier Luigi Dall'Aglio, Sandro De Maria, Amelia Mariotti (a cura di) (1991), Archeologia della valli marchigiane Misa, Nevola, Cesano, Electa Editori Umbri, Perugia. ISBN 8843535218.
- Pier Luigi Dall'Aglio, Sandro De Maria, Scavi nella città romana di Suasa. Seconda relazione preliminare (1990-1995) in PICUS XIV-XV, 1994-1995, p. 75.
- C. Giacomucci, Iscrizioni di Sentinum e Suasa con il tema della morte prematura in PICUS XIV-XV, 1994-1995, p. 7.
- Simona Antolini, Gianfranco Paci, Nuove iscrizioni romane da Suasa in PICUS XX - 2000, p. 53.
- Mario Luni (2004), Archeologia nelle Marche. Dalla preistoria all'età tardoantica., Nardini editore, Iolo, Prato. ISBN 88-404-1175-5.
- Maria Teresa Guaitoli, Niccolò Marchetti, Daniela Scagliarini (a cura di) (2004), Scoprire. Scavi del Dipartimento di archeologia., (collana Studi e scavi. Nuova serie), ed. Ante Quem, Bologna. ISBN 8890097264.
- Giuliano De Marinis (a cura di) (2005), Arte romana nei musei delle Marche , Istituto Poligrafico e Zecca dello Stato, Roma. ISBN 882401206X.
- Giuseppe Lepore (a cura di) (2006), Santa Maria in Portuno nella valle del Cesano, (Percorsi di Archeologia, 4), ed. Ante Quem, Bologna ISBN 88-7849-016-4.
- Silvia Maria Marengo Marengo, Suasa, Suasa Felix e i luci di Ariminum in PICUS XXVI - 2006, p. 173.
- Luisa Mazzeo Saracino, Ceramica a vernice nera volterrana da una domus repubblicana di Suasa (AN) in PICUS XXVII - 2007, p. 181.
- Marco Destro, Enrico Giorgi, Suasa: nuovi dati per lo studio della città. La città antica in Italia parte II, in Journal of Ancient Tophography XVIII, su academia.edu, Roma, Mario Congedo Editore, 2008, ISSN 1121-5275 (WC · ACNP). URL consultato il 20 novembre 2023.
- Simona Antolini, Giuseppe Lepore, Un epigramma di Leonida di Taranto su una pittura parietale a Suasa in PICUS XXIX - 2009, p. 13.
- Enrico Giorgi, Giuseppe Lepore (a cura di), Archeologia nella valle del Cesano da Suasa a Santa Maria in Portuno. Atti del Convegno per i venti anni di ricerche dell'Università di Bologna(collana Studi e scavi. Nuova serie), su academia.edu, Bologna, Ante Quem, 2010, ISBN 88-7849-050-4. URL consultato il 20 novembre 2023.
- Enrico Giorgi, La via del Foro di Suasa. Nuovi scavi e prospettive di ricerca pp. 79–102, su academia.edu, «Picus» XXXII, 2012, ISSN 0394-3968 (WC · ACNP). URL consultato il 20 novembre 2023.
- Sandro de Maria, Enrico Giorgi, Urbanistica e assetti monumentali di Suasa. Novità dalle ricerche recenti. Epigrafia e archeologia romana nel territorio marchigiano. Atti del Convegno di Studi (Macerata, 22-23 aprile 2013)(ICHNIA COLLANA DEL DIPARTIMENTO DI STUDI UMANISTICI 13) - UNIVERSITÀ DEGLI STUDI DI MACERATA, su Gianfranco Paci (a cura di), academia.edu, Macerata, Edizioni TORED, 2013, ISBN 978-88-88617-74-9. URL consultato il 20 novembre 2023.